# 1331
Portal Geschichte | Portal Biografien | Aktuelle Ereignisse | Jahreskalender | Tagesartikel

◄ |
13. Jahrhundert |
14. Jahrhundert
| 15. Jahrhundert | ►

◄ |
1300er |
1310er |
1320er |
1330er
| 1340er | 1350er | 1360er | ►

◄◄ |
◄ |
1327 |
1328 |
1329 |
1330 |
1331
| 1332 | 1333 | 1334 | 1335 | ► | ►►
Staatsoberhäupter  · Nekrolog
| Januar | Januar | Januar | Januar | Januar | Januar | Januar | Januar |
| Kw     | Mo     | Di     | Mi     | Do     | Fr     | Sa     | So     |
| 1      |        | 1      | 2      | 3      | 4      | 5      | 6      |
| 2      | 7      | 8      | 9      | 10     | 11     | 12     | 13     |
| 3      | 14     | 15     | 16     | 17     | 18     | 19     | 20     |
| 4      | 21     | 22     | 23     | 24     | 25     | 26     | 27     |
| 5      | 28     | 29     | 30     | 31     |        |        |        |
| ------ | ------ | ------ | ------ | ------ | ------ | ------ | ------ |

| Februar | Februar | Februar | Februar | Februar | Februar | Februar | Februar |
| Kw      | Mo      | Di      | Mi      | Do      | Fr      | Sa      | So      |
| 5       |         |         |         |         | 1       | 2       | 3       |
| 6       | 4       | 5       | 6       | 7       | 8       | 9       | 10      |
| 7       | 11      | 12      | 13      | 14      | 15      | 16      | 17      |
| 8       | 18      | 19      | 20      | 21      | 22      | 23      | 24      |
| 9       | 25      | 26      | 27      | 28      |         |         |         |
| ------- | ------- | ------- | ------- | ------- | ------- | ------- | ------- |

| März | März | März | März | März | März | März | März |
| Kw   | Mo   | Di   | Mi   | Do   | Fr   | Sa   | So   |
| 9    |      |      |      |      | 1    | 2    | 3    |
| 10   | 4    | 5    | 6    | 7    | 8    | 9    | 10   |
| 11   | 11   | 12   | 13   | 14   | 15   | 16   | 17   |
| 12   | 18   | 19   | 20   | 21   | 22   | 23   | 24   |
| 13   | 25   | 26   | 27   | 28   | 29   | 30   | 31   |
| ---- | ---- | ---- | ---- | ---- | ---- | ---- | ---- |

| April | April | April | April | April | April | April | April |
| Kw    | Mo    | Di    | Mi    | Do    | Fr    | Sa    | So    |
| 14    | 1     | 2     | 3     | 4     | 5     | 6     | 7     |
| 15    | 8     | 9     | 10    | 11    | 12    | 13    | 14    |
| 16    | 15    | 16    | 17    | 18    | 19    | 20    | 21    |
| 17    | 22    | 23    | 24    | 25    | 26    | 27    | 28    |
| 18    | 29    | 30    |       |       |       |       |       |
| ----- | ----- | ----- | ----- | ----- | ----- | ----- | ----- |

| Mai | Mai | Mai | Mai | Mai | Mai | Mai | Mai |
| Kw  | Mo  | Di  | Mi  | Do  | Fr  | Sa  | So  |
| 18  |     |     | 1   | 2   | 3   | 4   | 5   |
| 19  | 6   | 7   | 8   | 9   | 10  | 11  | 12  |
| 20  | 13  | 14  | 15  | 16  | 17  | 18  | 19  |
| 21  | 20  | 21  | 22  | 23  | 24  | 25  | 26  |
| 22  | 27  | 28  | 29  | 30  | 31  |     |     |
| --- | --- | --- | --- | --- | --- | --- | --- |

| Juni | Juni | Juni | Juni | Juni | Juni | Juni | Juni |
| Kw   | Mo   | Di   | Mi   | Do   | Fr   | Sa   | So   |
| 22   |      |      |      |      |      | 1    | 2    |
| 23   | 3    | 4    | 5    | 6    | 7    | 8    | 9    |
| 24   | 10   | 11   | 12   | 13   | 14   | 15   | 16   |
| 25   | 17   | 18   | 19   | 20   | 21   | 22   | 23   |
| 26   | 24   | 25   | 26   | 27   | 28   | 29   | 30   |
| ---- | ---- | ---- | ---- | ---- | ---- | ---- | ---- |

| Juli | Juli | Juli | Juli | Juli | Juli | Juli | Juli |
| Kw   | Mo   | Di   | Mi   | Do   | Fr   | Sa   | So   |
| 27   | 1    | 2    | 3    | 4    | 5    | 6    | 7    |
| 28   | 8    | 9    | 10   | 11   | 12   | 13   | 14   |
| 29   | 15   | 16   | 17   | 18   | 19   | 20   | 21   |
| 30   | 22   | 23   | 24   | 25   | 26   | 27   | 28   |
| 31   | 29   | 30   | 31   |      |      |      |      |
| ---- | ---- | ---- | ---- | ---- | ---- | ---- | ---- |

| August | August | August | August | August | August | August | August |
| Kw     | Mo     | Di     | Mi     | Do     | Fr     | Sa     | So     |
| 31     |        |        |        | 1      | 2      | 3      | 4      |
| 32     | 5      | 6      | 7      | 8      | 9      | 10     | 11     |
| 33     | 12     | 13     | 14     | 15     | 16     | 17     | 18     |
| 34     | 19     | 20     | 21     | 22     | 23     | 24     | 25     |
| 35     | 26     | 27     | 28     | 29     | 30     | 31     |        |
| ------ | ------ | ------ | ------ | ------ | ------ | ------ | ------ |

| September | September | September | September | September | September | September | September |
| Kw        | Mo        | Di        | Mi        | Do        | Fr        | Sa        | So        |
| 35        |           |           |           |           |           |           | 1         |
| 36        | 2         | 3         | 4         | 5         | 6         | 7         | 8         |
| 37        | 9         | 10        | 11        | 12        | 13        | 14        | 15        |
| 38        | 16        | 17        | 18        | 19        | 20        | 21        | 22        |
| 39        | 23        | 24        | 25        | 26        | 27        | 28        | 29        |
| 40        | 30        |           |           |           |           |           |           |
| --------- | --------- | --------- | --------- | --------- | --------- | --------- | --------- |

| Oktober | Oktober | Oktober | Oktober | Oktober | Oktober | Oktober | Oktober |
| Kw      | Mo      | Di      | Mi      | Do      | Fr      | Sa      | So      |
| 40      |         | 1       | 2       | 3       | 4       | 5       | 6       |
| 41      | 7       | 8       | 9       | 10      | 11      | 12      | 13      |
| 42      | 14      | 15      | 16      | 17      | 18      | 19      | 20      |
| 43      | 21      | 22      | 23      | 24      | 25      | 26      | 27      |
| 44      | 28      | 29      | 30      | 31      |         |         |         |
| ------- | ------- | ------- | ------- | ------- | ------- | ------- | ------- |

| November | November | November | November | November | November | November | November |
| Kw       | Mo       | Di       | Mi       | Do       | Fr       | Sa       | So       |
| 44       |          |          |          |          | 1        | 2        | 3        |
| 45       | 4        | 5        | 6        | 7        | 8        | 9        | 10       |
| 46       | 11       | 12       | 13       | 14       | 15       | 16       | 17       |
| 47       | 18       | 19       | 20       | 21       | 22       | 23       | 24       |
| 48       | 25       | 26       | 27       | 28       | 29       | 30       |          |
| -------- | -------- | -------- | -------- | -------- | -------- | -------- | -------- |

| Dezember | Dezember | Dezember | Dezember | Dezember | Dezember | Dezember | Dezember |
| Kw       | Mo       | Di       | Mi       | Do       | Fr       | Sa       | So       |
| 48       |          |          |          |          |          |          | 1        |
| 49       | 2        | 3        | 4        | 5        | 6        | 7        | 8        |
| 50       | 9        | 10       | 11       | 12       | 13       | 14       | 15       |
| 51       | 16       | 17       | 18       | 19       | 20       | 21       | 22       |
| 52       | 23       | 24       | 25       | 26       | 27       | 28       | 29       |
| 1        | 30       | 31       |          |          |          |          |          |
| -------- | -------- | -------- | -------- | -------- | -------- | -------- | -------- |

| Januar | Januar | Januar | Januar | Januar | Januar | Januar | Januar |
| Kw     | Mo     | Di     | Mi     | Do     | Fr     | Sa     | So     |
| 1      |        | 1      | 2      | 3      | 4      | 5      | 6      |
| 2      | 7      | 8      | 9      | 10     | 11     | 12     | 13     |
| 3      | 14     | 15     | 16     | 17     | 18     | 19     | 20     |
| 4      | 21     | 22     | 23     | 24     | 25     | 26     | 27     |
| 5      | 28     | 29     | 30     | 31     |        |        |        |
| ------ | ------ | ------ | ------ | ------ | ------ | ------ | ------ |

| Februar | Februar | Februar | Februar | Februar | Februar | Februar | Februar |
| Kw      | Mo      | Di      | Mi      | Do      | Fr      | Sa      | So      |
| 5       |         |         |         |         | 1       | 2       | 3       |
| 6       | 4       | 5       | 6       | 7       | 8       | 9       | 10      |
| 7       | 11      | 12      | 13      | 14      | 15      | 16      | 17      |
| 8       | 18      | 19      | 20      | 21      | 22      | 23      | 24      |
| 9       | 25      | 26      | 27      | 28      |         |         |         |
| ------- | ------- | ------- | ------- | ------- | ------- | ------- | ------- |

| März | März | März | März | März | März | März | März |
| Kw   | Mo   | Di   | Mi   | Do   | Fr   | Sa   | So   |
| 9    |      |      |      |      | 1    | 2    | 3    |
| 10   | 4    | 5    | 6    | 7    | 8    | 9    | 10   |
| 11   | 11   | 12   | 13   | 14   | 15   | 16   | 17   |
| 12   | 18   | 19   | 20   | 21   | 22   | 23   | 24   |
| 13   | 25   | 26   | 27   | 28   | 29   | 30   | 31   |
| ---- | ---- | ---- | ---- | ---- | ---- | ---- | ---- |

| April | April | April | April | April | April | April | April |
| Kw    | Mo    | Di    | Mi    | Do    | Fr    | Sa    | So    |
| 14    | 1     | 2     | 3     | 4     | 5     | 6     | 7     |
| 15    | 8     | 9     | 10    | 11    | 12    | 13    | 14    |
| 16    | 15    | 16    | 17    | 18    | 19    | 20    | 21    |
| 17    | 22    | 23    | 24    | 25    | 26    | 27    | 28    |
| 18    | 29    | 30    |       |       |       |       |       |
| ----- | ----- | ----- | ----- | ----- | ----- | ----- | ----- |

| Mai | Mai | Mai | Mai | Mai | Mai | Mai | Mai |
| Kw  | Mo  | Di  | Mi  | Do  | Fr  | Sa  | So  |
| 18  |     |     | 1   | 2   | 3   | 4   | 5   |
| 19  | 6   | 7   | 8   | 9   | 10  | 11  | 12  |
| 20  | 13  | 14  | 15  | 16  | 17  | 18  | 19  |
| 21  | 20  | 21  | 22  | 23  | 24  | 25  | 26  |
| 22  | 27  | 28  | 29  | 30  | 31  |     |     |
| --- | --- | --- | --- | --- | --- | --- | --- |

| Juni | Juni | Juni | Juni | Juni | Juni | Juni | Juni |
| Kw   | Mo   | Di   | Mi   | Do   | Fr   | Sa   | So   |
| 22   |      |      |      |      |      | 1    | 2    |
| 23   | 3    | 4    | 5    | 6    | 7    | 8    | 9    |
| 24   | 10   | 11   | 12   | 13   | 14   | 15   | 16   |
| 25   | 17   | 18   | 19   | 20   | 21   | 22   | 23   |
| 26   | 24   | 25   | 26   | 27   | 28   | 29   | 30   |
| ---- | ---- | ---- | ---- | ---- | ---- | ---- | ---- |

| Juli | Juli | Juli | Juli | Juli | Juli | Juli | Juli |
| Kw   | Mo   | Di   | Mi   | Do   | Fr   | Sa   | So   |
| 27   | 1    | 2    | 3    | 4    | 5    | 6    | 7    |
| 28   | 8    | 9    | 10   | 11   | 12   | 13   | 14   |
| 29   | 15   | 16   | 17   | 18   | 19   | 20   | 21   |
| 30   | 22   | 23   | 24   | 25   | 26   | 27   | 28   |
| 31   | 29   | 30   | 31   |      |      |      |      |
| ---- | ---- | ---- | ---- | ---- | ---- | ---- | ---- |

| August | August | August | August | August | August | August | August |
| Kw     | Mo     | Di     | Mi     | Do     | Fr     | Sa     | So     |
| 31     |        |        |        | 1      | 2      | 3      | 4      |
| 32     | 5      | 6      | 7      | 8      | 9      | 10     | 11     |
| 33     | 12     | 13     | 14     | 15     | 16     | 17     | 18     |
| 34     | 19     | 20     | 21     | 22     | 23     | 24     | 25     |
| 35     | 26     | 27     | 28     | 29     | 30     | 31     |        |
| ------ | ------ | ------ | ------ | ------ | ------ | ------ | ------ |

| September | September | September | September | September | September | September | September |
| Kw        | Mo        | Di        | Mi        | Do        | Fr        | Sa        | So        |
| 35        |           |           |           |           |           |           | 1         |
| 36        | 2         | 3         | 4         | 5         | 6         | 7         | 8         |
| 37        | 9         | 10        | 11        | 12        | 13        | 14        | 15        |
| 38        | 16        | 17        | 18        | 19        | 20        | 21        | 22        |
| 39        | 23        | 24        | 25        | 26        | 27        | 28        | 29        |
| 40        | 30        |           |           |           |           |           |           |
| --------- | --------- | --------- | --------- | --------- | --------- | --------- | --------- |

| Oktober | Oktober | Oktober | Oktober | Oktober | Oktober | Oktober | Oktober |
| Kw      | Mo      | Di      | Mi      | Do      | Fr      | Sa      | So      |
| 40      |         | 1       | 2       | 3       | 4       | 5       | 6       |
| 41      | 7       | 8       | 9       | 10      | 11      | 12      | 13      |
| 42      | 14      | 15      | 16      | 17      | 18      | 19      | 20      |
| 43      | 21      | 22      | 23      | 24      | 25      | 26      | 27      |
| 44      | 28      | 29      | 30      | 31      |         |         |         |
| ------- | ------- | ------- | ------- | ------- | ------- | ------- | ------- |

| November | November | November | November | November | November | November | November |
| Kw       | Mo       | Di       | Mi       | Do       | Fr       | Sa       | So       |
| 44       |          |          |          |          | 1        | 2        | 3        |
| 45       | 4        | 5        | 6        | 7        | 8        | 9        | 10       |
| 46       | 11       | 12       | 13       | 14       | 15       | 16       | 17       |
| 47       | 18       | 19       | 20       | 21       | 22       | 23       | 24       |
| 48       | 25       | 26       | 27       | 28       | 29       | 30       |          |
| -------- | -------- | -------- | -------- | -------- | -------- | -------- | -------- |

| Dezember | Dezember | Dezember | Dezember | Dezember | Dezember | Dezember | Dezember |
| Kw       | Mo       | Di       | Mi       | Do       | Fr       | Sa       | So       |
| 48       |          |          |          |          |          |          | 1        |
| 49       | 2        | 3        | 4        | 5        | 6        | 7        | 8        |
| 50       | 9        | 10       | 11       | 12       | 13       | 14       | 15       |
| 51       | 16       | 17       | 18       | 19       | 20       | 21       | 22       |
| 52       | 23       | 24       | 25       | 26       | 27       | 28       | 29       |
| 1        | 30       | 31       |          |          |          |          |          |
| -------- | -------- | -------- | -------- | -------- | -------- | -------- | -------- |

## Ereignisse

### Politik und Weltgeschehen

#### Europa
- 8. September: Stefan Uroš IV. Dušan, der selbsternannte König der Serben, krönt sich in Skopje. Er gründet damit das großserbische Reich. Sein Vater Stefan Uroš III. Dečanski, den er zuvor mit Hilfe des Adels gestürzt hat, kommt am 11. November unter ungeklärten Umständen ums Leben.
- 20. November: Auf Betreiben Kaiser Ludwigs des Bayern schließen sich 22 schwäbische Reichsstädte, darunter Augsburg, Ulm, Reutlingen und Heilbronn, zum schwäbischen Städtebund zusammen. Zielsetzung ist die Sicherung der reichsstädtischen Freiheitsrechte. Das Bündnis richtet sich damit auch gegen die Bestrebungen der jeweiligen Landesfürsten zur territorialen Ausdehnung Bayerns, Württembergs, Österreichs und weiterer aufkommender Territorialstaaten.
- Karl IV. tritt als Mitregent in Böhmen und Mähren an die Seite seines Vaters, Johann von Luxemburg. Er begibt sich im gleichen Jahr auf einen Italienzug.
- Charles Grimaldi, dem Sohn von Raniero Grimaldi, gelingt nach 30 Jahren die neuerliche Eroberung Monacos. Er führt als erster Grimaldi den Titel Seigneur de Monaco.

#### Japan
- Der Genkō-Krieg, die mit Hilfe von Ashikaga Takauji durchgeführte Rebellion des Go-Daigo-tennō gegen das Kamakura-Shōgunat in Japan beginnt.

#### Afrika
- Abu Said Uthman II. stirbt. Sein Sohn Abu l-Hasan wird achter Sultan der Meriniden in Marokko. Er schließt ein Bündnis mit dem durch christliche Angriffe geschwächten Emirat von Granada unter Muhammad IV. aus dem Herrschergeschlecht der Nasriden.
- Der arabische Entdeckungsreisende Ibn Battuta bereist Äthiopien, Mogadischu, Mombasa, Sansibar und Kilwa Kisiwani. Sein Reisebericht ist die erste und für Jahrhunderte einzige Beschreibung der Küste Ostafrikas.

#### Stadtrechte und urkundliche Ersterwähnungen
- Gündlischwand, Randeck, Rechtenstein und Riedlingsdorf werden erstmals urkundlich erwähnt.
- Kaiser Ludwig der Bayer verleiht Coburg die Schweinfurter und Pleystein die Nürnberger Stadtrechte.

### Wissenschaft und Technik
- Die Erfindung der Rad-Unruh ermöglicht den Bau komplizierter Uhren.
- Bei der Belagerung von Cividale in Friaul werden zum ersten Mal Steinbüchsen verwendet.

### Religion
- Johannes Hake wird als Nachfolger des am 11. Februar gestorbenen Nikolaus von Kesselhut Bischof von Verden. Als erster in Verden vom Papst direkt eingesetzter Bischof muss er sich dafür zunächst mit dem übergangenen Domkapitel einigen. Später überträgt er die Verwaltung des Bistums auf seinen Generalvikar Gottfried von Werpe und hält sich zumeist in Avignon auf.
- 11. April: Papst Johannes XXII. befiehlt dem Kölner Erzbischof Heinrich II. von Virneburg, die Akten des Prozesses gegen Nikolaus von Straßburg zu überprüfen. Daraufhin wird das gegen Nikolaus eingeleitete Verfahren aufgehoben.
- 23. Mai: Johannes I. Pfefferhard, Bischof von Chur, stirbt in der Gefangenschaft der Freiherren von Grünenberg, die ihn als Anhänger des mit dem Papst verfeindeten Kaisers Ludwig des Bayern im Vorjahr auf dem Rückweg von seiner Bischofsweihe in Avignon gefangen genommen haben. Pfefferhards Nachfolger als Bischof von Chur wird Ulrich von Lenzburg.
- 3. August: Otto II. von Woldenberg stirbt. Zu seinem Nachfolger als Bischof von Hildesheim wählt die Mehrheit des Domkapitels den Welfen Heinrich III. von Braunschweig-Lüneburg. Allerdings stößt seine Bestätigung auf erhebliche Schwierigkeiten. Der Administrator des Erzbistums Mainz, Balduin von Luxemburg bestätigt zwar die Wahl, Papst Johannes XXII. hat allerdings Heinrich von Virneburg zum Erzbischof ernannt, so dass Heinrichs erzbischöfliche Bestätigung zweifelhaft ist. Hinzu kommt, dass Heinrichs Vorgänger vor seinem Tod das Bistum in die Hände des Papstes gelegt hat, was die Wahl des Kapitel ohne päpstliche Zustimmung vergeblich macht. Tatsächlich bestimmt Papst Johannes XXII. Graf Erich von Holstein-Schaumburg zum Bischof. Heinrich akzeptiert diese Entscheidung nicht und wird dafür mit dem päpstlichen Bann und Interdikt belegt. Da das Domkapitel, die Braunschweiger Herzöge und der Adel allerdings weiterhin hinter ihm stehen, beherrscht er große Teile des Hochstifts Hildesheim, wie die nahegelegene Dammstadt. Der Einfluss seines Konkurrenten ist im Wesentlichen auf die Stadt Hildesheim und die Klöster beschränkt.
- Die Severikirche in Erfurt ist gebaut.

### Katastrophen
- Im Kaiserreich China bricht die Pest aus. Dieser Punkt ist der Anfang einer Pandemie, die 1347 als Schwarzer Tod in Europa einfallen wird und erst 1351 vorübergehend verebbt.

## Geboren

### Geburtsdatum gesichert
- 16. Februar: Coluccio Salutati, italienischer Politiker und Philosoph († 1406)
- 14. April: Johanna Maria de Maillé, französische Adelige und katholische Heilige († 1414)
- 30. April: Gaston III., Graf von Foix, Vizegraf von Béarn (als Gaston X.), Marsan und Lautrec sowie Co-Herr von Andorra († 1391)

### Genaues Geburtsdatum unbekannt
- John de Ferrers, englischer Adeliger († 1367)
- Margarete von Sizilien-Aragon, Pfalzgräfin bei Rhein († 1377)
- Salvestro de’ Medici, florentinischer Gonfaloniere († 1388)
- Johann Ochsenstein, habsburgischer Feldherr in der Schweiz († 1386)
- Somuncu Baba, osmanischer Asket und muslimischer Heiliger († 1412)
- Ulrich I., Graf von Cilli († 1368)

### Geboren um 1331
- Peter Mauley, englischer Adeliger († 1383)

## Gestorben

### Todesdatum gesichert
- 11. Januar: Primislaus II., Herzog von Glogau (* 1301/1308)

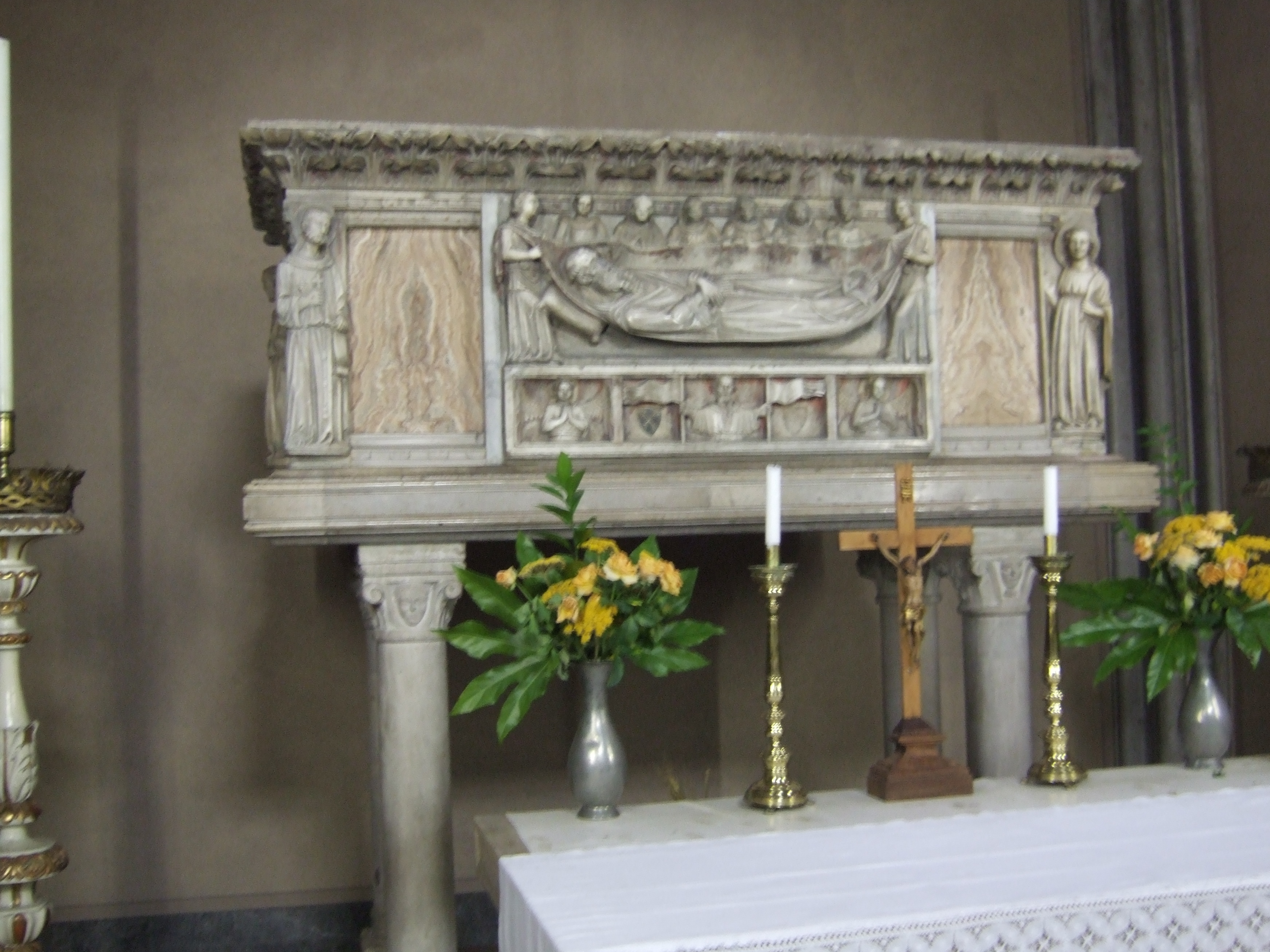
Grab Odorichs in Udine

- 14. Januar: Odorich von Portenau, italienischer Franziskaner und Weltreisender (* zw. 1265 und 1286)
- 11. Februar: Nikolaus von Kesselhut, Bischof von Verden
- 15. März: Johannes von Köln, Dombaumeister am Kölner Dom (* um 1270)
- 27. März: Guy de Penthièvre, Graf von Penthièvre (* 1287)
- 10. oder 12. Mai: Engelbert von Admont, österreichischer Abt (* um 1250)
- 23. Mai: Johannes I. Pfefferhard, Bischof von Chur
- 26. Juni: Robert de Cassel, flämischer Adeliger (* um 1278)
- 3. August: Otto II. von Woldenberg, Bischof von Hildesheim
- 6. Oktober: Johannes II. von Bokholt, Bischof von Schleswig
- 27. Oktober: Abu’l-Fida, arabischer Chronist, Geograph und Emir von Hama (* 1273)
- 27. Oktober: Heinrich Reiche, Propst des Doms zu Brandenburg und Konservator des Klosters Dargun

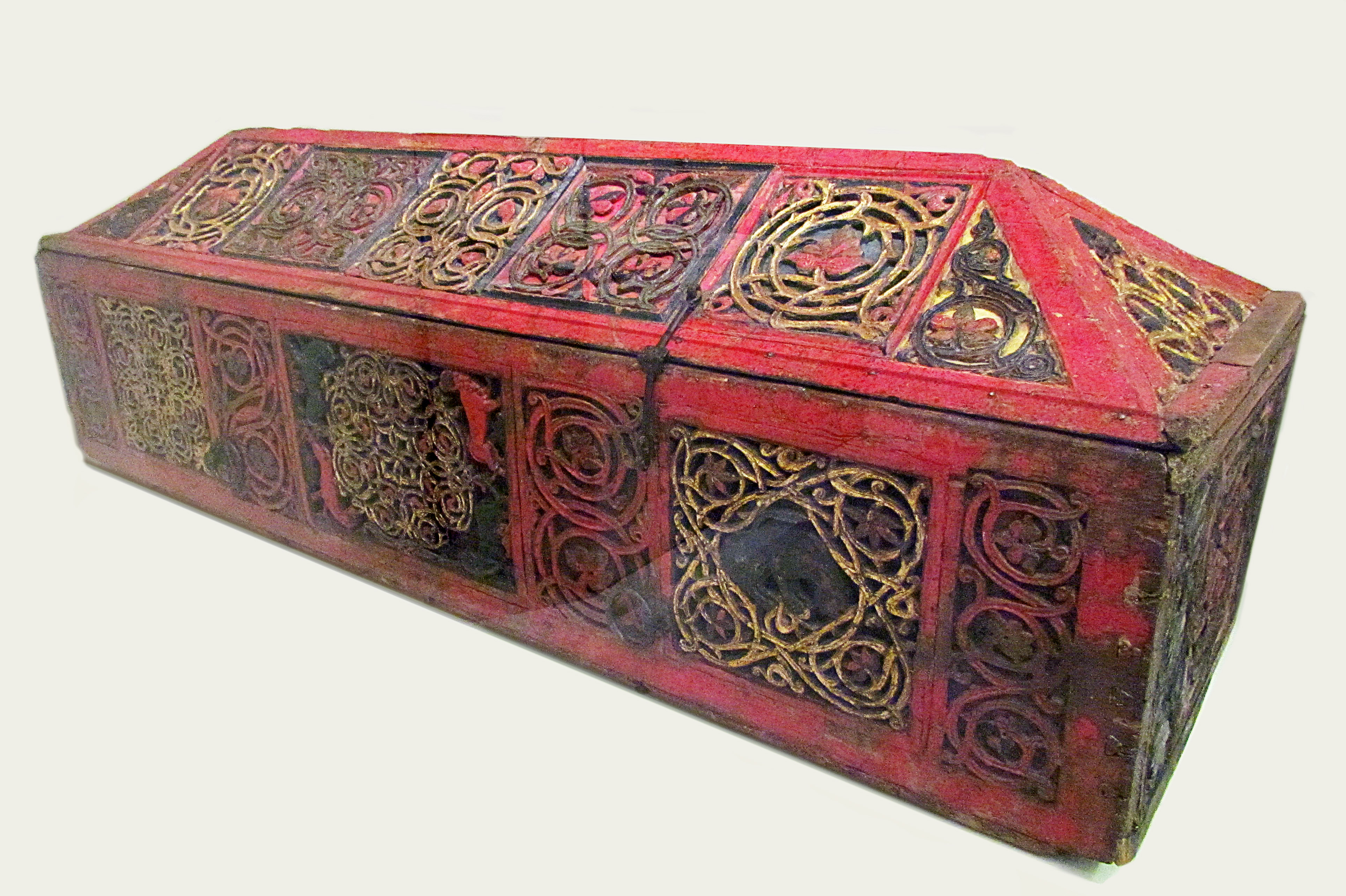
Der Sarg Stefan Uroš III. Dečanskis

- 11. November: Stefan Uroš III. Dečanski, serbischer König von Raszien (* um 1285)
- 18. November: Wilhelm I., Graf von Katzenelnbogen (* 1276/1277)
- 9. Dezember: John Stewart, schottischer Adeliger
- 24. Dezember: Philipp I., Fürst von Tarent, Albanien und Achaia (* 1278)
- 30. Dezember: Bernard Gui, französischer Dominikaner und Inquisitor (* 1261/1262)

### Genaues Todesdatum unbekannt
- März: Pierre d’Arrabloy, französischer Kardinal
- Abu Said Uthman II. ibn Yaqub, Sultan der Meriniden in Marokko
- Johann II. zu Putlitz, Bischof von Schwerin
- Morgan ap Maredudd, Anführer des walisischen Aufstands von 1294
- Beatrice von Savoyen, Königin von Böhmen (* 1310)
- Mathilde von Hennegau, Fürstin von Achaia (* 1293)